# 炸彈人 (遊戲)
《炸彈人》（又译作）是一款由Hudson Soft公司製作的具有街機和迷宮風格的遊戲。遊戲首先於1983年在家用电脑发行，1985年移植至FC游戏机。
在FC版本中，一个名为炸弹人的机器人，需要找到一扇门，从而逃离整个迷宫。而这扇门藏在墙石地下，需要炸弹人用炸弹炸开。与此同时，炸弹人需要躲避敌人。在墙石底下还藏有一个提高威力的东西，炸弹人获取后，可以同时多放一个炸弹。

## 道具簡介
- 炸彈球

可增加一個炸彈。
- 火焰

可提升爆炸火力。
- 溜冰鞋

可提升角色速度。
- 穿牆

可讓角色穿過障礙物。
- 炸彈之心

可讓炸彈設定為不定時。
- 穿越炸彈

可讓角色穿過炸彈。
- 焚身

炸彈自爆時，角色不會陷入死亡。
角色死亡時，不會解除道具附加。